# 巾唇兰
巾唇兰（学名：Pennilabium proboscideum）为兰科巾唇兰属下的一个种。主要分佈於中華人民共和國云南南部景洪、泰国、印度东北部海拔约1300米的茶树树干上。